# 윈도우 트리톤
윈도우 트리톤(Windows Triton)은 2001년에 출시하려던 윈도우 운영체제의 코드 네임이다. 이 윈도우는 계획 단계에서 취소되었고, 유출되거나 공개된 빌드는 없다.